# Buhera (Distrikt)
Buhera (Rural) Distrikt ist ein ländlicher Distrikt im östlichen Hochland Simbabwes in der Provinz Manicaland. Er hat eine Bevölkerung von 271.920 Einwohnern (2022). Sitz der Verwaltung ist in Buhera.

## Geografie
Der Distrikt liegt im Westen von Manicaland und hat eine Fläche von 5357 km². Der Distrikts ist in 33 Wards unterteilt. Die Höhe des Distrikts liegt bei etwa 1300 m über dem Meeresspiegel im Westen und fällt Richtung Südosten auf etwa 500 m ab.
Im Osten grenzt er an die Distrikte Makoni, Mutara, Chimanimani und Chipinge, im Westen an Gutu in der Provinz Masvingo und im Norden an Chikomba in der Provinz Mashonaland East. Dabei bildet die Save die Ostgrenze und einen Teil der Nordgrenze.

## Beschreibung
Der Distrikt war einst ein ertragreiches Agrargebiet. Seit der Enteignung weißer Farmer gehört es zu den Problemgebieten des Landes, in dem Unterernährung ein dominierendes Thema ist. Der Zusammenbruch der kommerziellen Landwirtschaft hat die Ernten auf ein Viertel der einstigen Menge 2005 und auch 2006 sinken lassen, statt 2,4 Mio. t nur 600.000. Hinzu kommt, dass der Distrikt Buhera von Anhängern einer Apostolischen Sekte bevölkert wird, die medizinische Behandlungen ablehnen. Als Anfang 2006 die Cholera ausbrach, weil nicht abgedeckte Brunnen durch Regenwasser verseucht wurden, waren hier sehr hohe Opferzahlen zu beklagen.